# Gare des Trillers
Gare des Trillers vasútállomás Franciaországban, Vaux településen.

## Vasútvonalak
Az állomást az alábbi vasútvonalak érintik:
- Bourges-Miécaze-vasútvonal

## Kapcsolódó állomások
A vasútállomáshoz az alábbi állomások vannak a legközelebb:
- Gare de Magnette (Gare de Bourges, Bourges-Miécaze-vasútvonal)
- Gare de La Ville-Gozet (Gare de Montluçon-Ville, Bourges-Miécaze-vasútvonal)